# Suze Groeneweg
Susanna (Suze) Groeneweg (Strijensas, 4 maart 1875 – Barendrecht, 19 oktober 1940) was een Nederlandse politica. Ze was het eerste vrouwelijke Tweede Kamerlid in Nederland.
Suze Groeneweg was een vurig pleitbezorgster van volksonderwijs. Ze was zelf onderwijzeres in Rotterdam. Ze gold als feministe, maar was een tegenstandster van aparte vrouwenorganisaties.
Groeneweg was bestuurslid van de SDAP toen bij de grondwetsherziening van 1917 behalve het algemeen kiesrecht voor mannen ook het passief vrouwenkiesrecht werd ingevoerd. Toen in 1918 de eerste verkiezingen onder het nieuwe systeem werden gehouden, werd zij kandidaat gesteld en verkozen. Ze zetelde in het parlement tot 1937.
Naast Kamerlid was ze ook Statenlid en lid van de gemeenteraad van Rotterdam. Vurig socialiste, volgens burgemeester P.J. Oud geen "katje om zonder handschoenen aan te pakken". Ze was actief in de drankbestrijding, was pacifiste en antimilitariste. Daarnaast was zij de eerste vrouwelijke ambtenaar van de burgerlijke stand.
Er zijn in Nederland vele straten en pleinen naar haar vernoemd, zoals de Suze Groeneweglaan in Rotterdam en het Suze Groenewegplantsoen in Amsterdam. Daarnaast is er zowel in de Tweede Kamer als in het stadhuis van Rotterdam een commissiezaal naar haar vernoemd.

## Onderscheiding
- Ridder in de Orde van de Nederlandse Leeuw (30 augustus 1937)

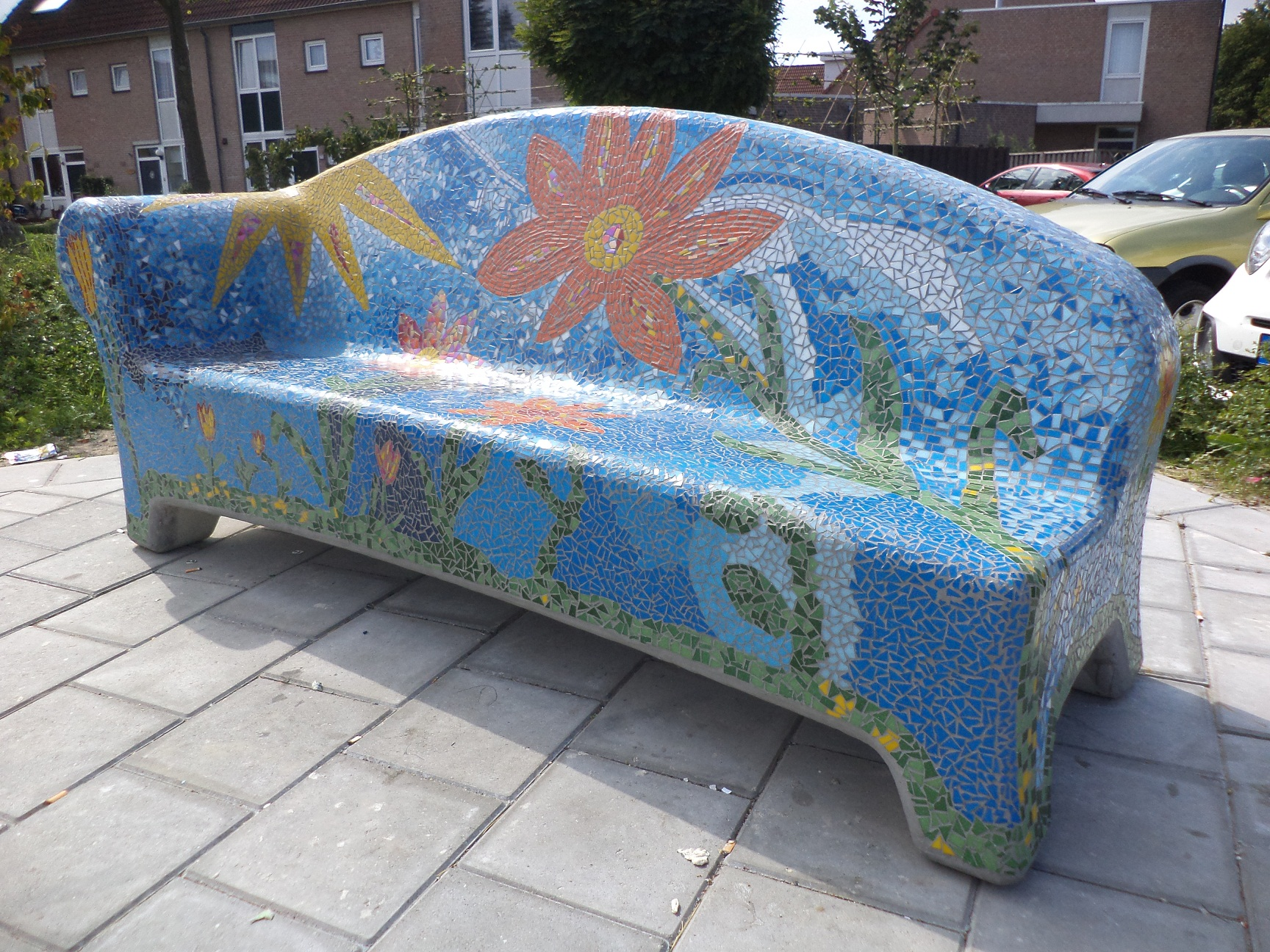
Social sofa Dordrecht Suze Groeneweg-Erf